# Шестопал, Соломон Вениаминович
Соломон Вениаминович Шестопал (1917 — 1994) — советский архитектор, председатель Смоленского областного отделения Союза архитекторов СССР.

## Биография
Соломон Шестопал родился 9 апреля 1917 года в Смоленске. Учился в Московском архитектурном институте. Участник Великой Отечественной войны, воевал на 1-м Украинском фронте. После окончания войны окончил институт и в 1948 году вернулся на родину. Начинал работу в институте «Смоленскгражданпроект», затем работал в художественном фонде и Смоленской областной организации Союза архитекторов СССР, в 1968—1974 годах руководил ей.
Шестопал внёс большой вклад в строительство и благоустройство Смоленска. По его проектам построено большое количество зданий общественного назначения, в том числе здание института «Смоленскгражданпроект», Дом политпросвещения (ныне — Смоленское музыкальное училище), общежитие и библиотека Смоленского государственного медицинского института. Активно участвовал в разработке проектов городского благоустройства, в том числе площади Ленина и сада Блонье. Руководил работами по реставрации Смоленского выставочного зала (ныне — Вознесенский монастырь) и здание Смоленского государственного медицинского института (ныне — Филармония). Являлся архитектором памятника Володе Куриленко в Смоленске.
Скончался 23 января 1994 года, похоронен на Новом кладбище Смоленска.